# بخت‌آفرید
بخت‌آفرید یکی از دانشمندان و موبدان دربار خسرو انوشیروان بود. او جزء گروهی از مباحثان و موبدان کارآزموده زرتشتی بود که در مناظرات با مزدکیان پیروز شدند و موجب از میان رفتن این فرقه و محکم شدن بنیان پادشاهی خسرو انوشیروان شدند. از کتابهای به جا مانده از بخت‌آفرید می‌توان به بزرگ میترای بّختگان را نام برد.

## زندگی

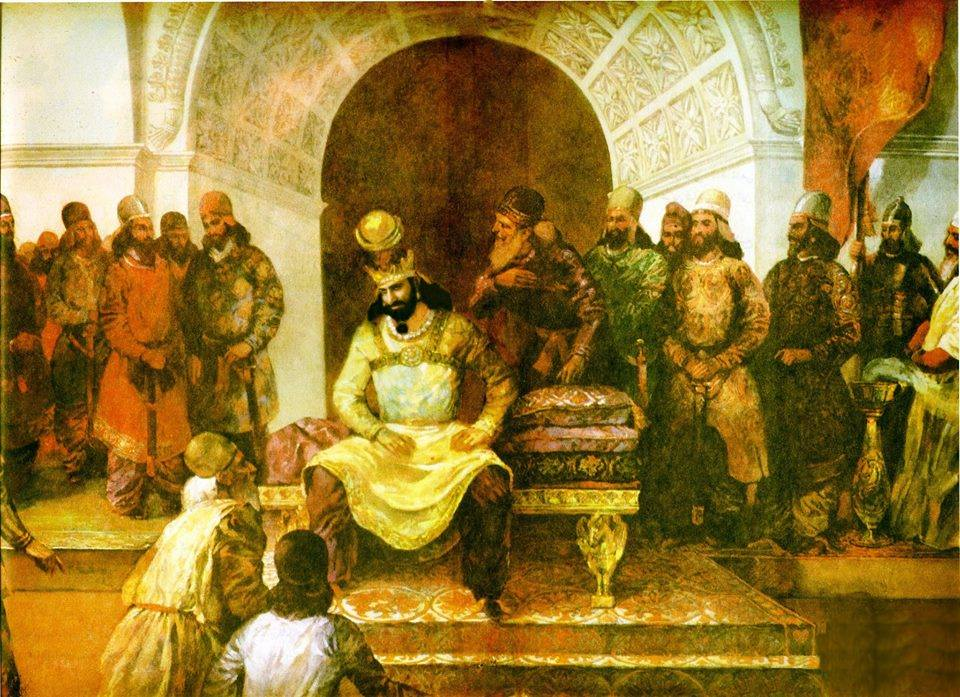
مجلس خیالی مناظره زرتشتیان و مزدکیان در دربار خسرو انوشیروان

در زمان قباد یکم (پدر خسرو انوشیروان) شخصی به نام مزدک ادعای رهبر مذهبی جامعه را داشت و آیین مزدکیه را بنیان نهاد. قباد در آغاز در اصلاحات دینی دخالتی نمی‌کرد، اما زمانی که احساس کرد مزدکیان قصد تعیین کردن پادشاه بعدی را بدون اجازه شاهنشاه دارند دست از حمایت از آن‌ها برداشت.
کاووس، پسر بزرگ قباد یکم، پیرو آیین مزدکی و پسر کوچکتر او یعنی خسرو انوشیروان پیرو آیین زرتشتی بود. مزدکیان قصد داشتند کاووس را بر خلاف نظر شاهنشاه جانشین پادشاه کنند؛ لذا به دستور قباد یکم و با نظارت خسرو انوشیروان که به ولایت عهدی معیّن شده بود، مجلس مناظره‌ای میان بزرگان آیین مزدکی و روحانیان آیین زرتشتی با حضور عده‌ای از مردم بر پا شد. بخت‌آفرید نیز یکی از حاضران زرتشتی این مناظره بود. در پایان این مناظره بزرگان مزدکی مغلوب و تمام پیروان آن‌ها در سال‌های ۵۲۸ و ۵۲۹ میلادی سرکوب شدند. این رخداد موجب از میان رفتن فرقه مزدکی و محکم شدن بنیان پادشاهی خسرو انوشیروان دادگر شد و همچنین باعث شد منزلت طبقهٔ روحانیان و موبدان زرتشتی اعتلاء فوق‌العاده‌ای یابد.
مشهور است که پس از سرکوب مزدک بامدادان و هوادارانش، خسرو انوشیروان از بخت‌آفرید پارسا، خواست تا دین را از آلودگی‌های فکری و اندیشه‌های اشتراکی مزدکیان، پالوده سازد.

## در متون پهلوی
نسک‌های پهلوی از پیشوایی پارسا به نام بخت‌آفرید یاد می‌کنند که در روزگار خسرو انوشیروان می‌زیسته‌است. چنان‌که از درون مایه این نسک‌ها برمی‌تابد بخت‌آفرید از مفسران نام‌آور اوستا و زند در آن روزگار بوده‌است. وی در میان مردم روزگار خویش به رادی و پارسایی مشهور بوده و مردمان حرمت بسیار بر او می‌نهادند.